# Mali Brezovec
Mali Brezovec – wieś w Chorwacji, w żupanii zagrzebskiej, w gminie Gradec. W 2011 roku liczyła 77 mieszkańców.